# Lidia z Tiatyry

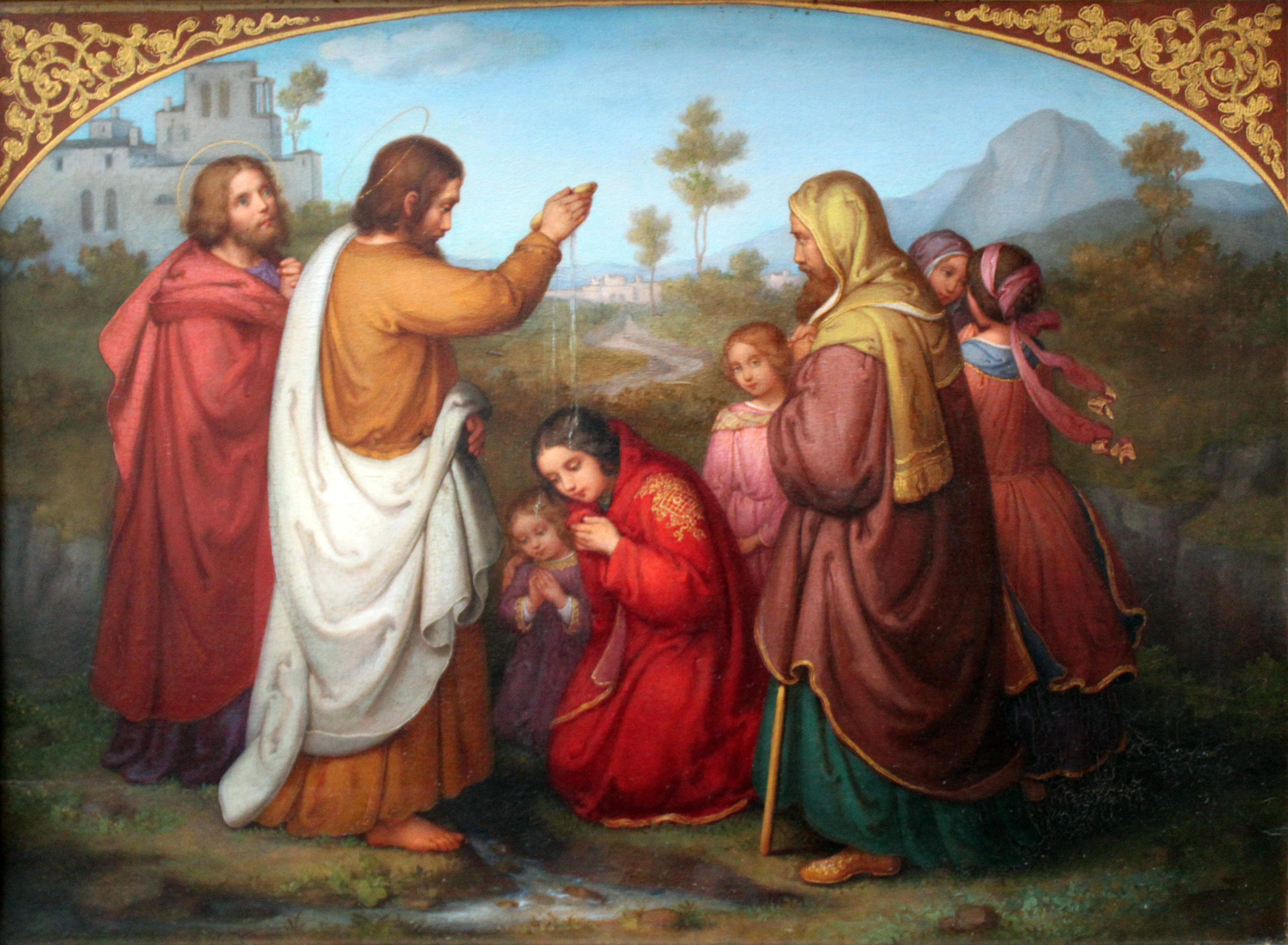
Chrzest Lidii na obrazie autorstwa Marie Ellenrieder

Lidia z Tiatyry (gr. Λυδία) – postać biblijna pochodząca z Tiatyry w Azji Mniejszej (współczesny Akhisar w Turcji), wspomniana w Dziejach Apostolskich, uczennica apostoła Pawła, pierwsza osoba na kontynencie europejskim, która przyjęła chrześcijaństwo, święta Kościoła katolickiego i prawosławnego.
W Dziejach Apostolskich określano ją jako „bojącą się Boga” (określano tak prozelitów żydowskich, którzy nie wypełniali wszystkich przepisów Prawa Mojżeszowego). Wyrabiała i sprzedawała purpurę w Filippi (dzisiejsze ruiny k. Krinides) w Macedonii. Purpura była tkaniną luksusową, którą chętnie nosili Rzymianie jako część ubioru; prawdopodobnie Lidia była osobą zamożną.
Około roku 55 do Filippi zawitał Paweł z Tarsu, nazywany Apostołem Narodów. W Filippi prawdopodobnie nie było synagogi i Lidia jako osoba pobożna w szabat wraz z innymi bogobojnymi kobietami zgromadzały się nad rzeką poza miastem - gdzie po raz pierwszy Paweł ją spotkał i nauczał „W szabat wyszliśmy za bramę nad rzekę, gdzie - jak sądziliśmy - było miejsce modlitwy. I usiadłszy rozmawialiśmy z kobietami, które się zeszły.” (Dz 16, 13 BT).

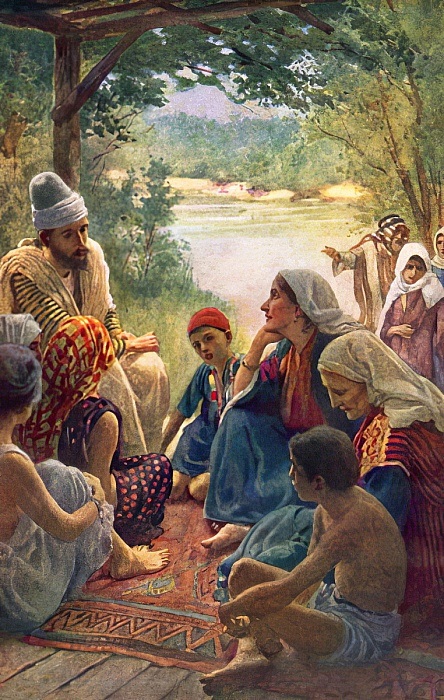
Lidia słuchająca nauk świętego Pawła pędzla Harolda Copping'a

Pod wpływem tych nauk Lidia wraz ze swoimi domownikami przyjęła chrzest. Gdy usłyszała o Jezusie Chrystusie uwierzyła słowom Pawła i jak mówi Biblia: „(..) Pan otworzył jej serce, tak że uważnie słuchała słów Pawła.” (Dz 16, 14 BT).
Po chrzcie, poprosiła apostoła Pawła i towarzyszących mu Łukasza i Sylasa, aby przyjęli gościnę w jej domu. Paweł w Flp 1, 3-5 (BT), chwali w nim ich ofiarność - możliwe, iż wspomina tu gościnność Lidii - jej dom stał się ośrodkiem życia chrześcijańskiego i dał początek powstającemu w Filippi ośrodkowi chrześcijaństwa.

## Kult
Cezary Baroniusz wprowadził imię świętej Lidii do Martyrologium Rzymskiego w 1584 roku.
Święta Lidia jest patronką farbiarzy.
Jej wspomnienie liturgiczne w Kościele katolickim obchodzone jest 3 sierpnia lub 20 maja. Ewangelicy wspominają Lidię 27 stycznia lub 25 października.
Niektórzy wyznawcy prawosławia również wspominają uczennicę św. Pawła 20 maja/2 czerwca, tj. 2 czerwca według kalendarza gregoriańskiego.
Podania Kościoła katolickiego opisują tylko dwie kobiety o tym imieniu; wspomnienie drugiej świętej (wspominanej w licznej grupie męczenników) przypada na 27 marca.
W kalendarzu świętych Kościoła Ewangelicko-Luterańskiego w Ameryce poświęcono jej 27 stycznia, wraz z Dorkas i Febą. Kościół Luterański Synodu Missouri poświęcił jej 25 października, Kościół Episkopalny w Stanach Zjednoczonych poświęcił jej 27 stycznia.